# Giuseppe Ugolini
Giuseppe Ugolini (ur. 6 stycznia 1783 w Maceracie, zm. 19 grudnia 1867 w Rzymie) – włoski kardynał.

## Życiorys
W młodości odbył studia w Sienie i uzyskał stopień doktora utroque iure. Przyjął święcenia diakonatu i rozpoczął pracę w Kurii Rzymskiej (był dziekanem kleryków w Kamerze Apostolskiej). 12 lutego 1838 został kreowany kardynałem diakonem i otrzymał diakonię S. Adriano. Od 12 lutego 1858 do 19 grudnia 1867 pełnił rolę protodiakona.